# Matriu estocàstica
En matemàtiques, una matriu estocàstica, matriu de probabilitat o matriu de transició, s'utilitza per descriure les transicions de la cadena de Markov. S'ha trobat un ús en la teoria de probabilitats, estadística i àlgebra lineal, així com en ciències de computació. Existeixen diverses definicions i diferents tipus de matrius estocàstiques:
- Una matriu estocàstica a la dreta, és aquella matriu quadrada, llurs files se componen de nombres reals no negatius i la seva suma és 1.
- Una matriu estocàstica a l'esquerra, és aquella matriu quadrada, llurs columnes se componen de nombres reals no negatius i la seva suma és 1.
- Una matriu doblement estocàstica és aquella matriu quadrada que té tots els nombres reals no negatius, i la suma de les files i la suma de les columnes dona 1.

En el mateix sentit es pot definir un vector estocàstic com un vector llurs elements consisteixen en nombres reals no negatius que sumats donen 1.